# Ferrari 812 Superfast
Ferrari 812 Superfast – samochód sportowy klasy wyższej produkowany pod włoską marką Ferrari w latach 2017–2024.

## Historia i opis modelu

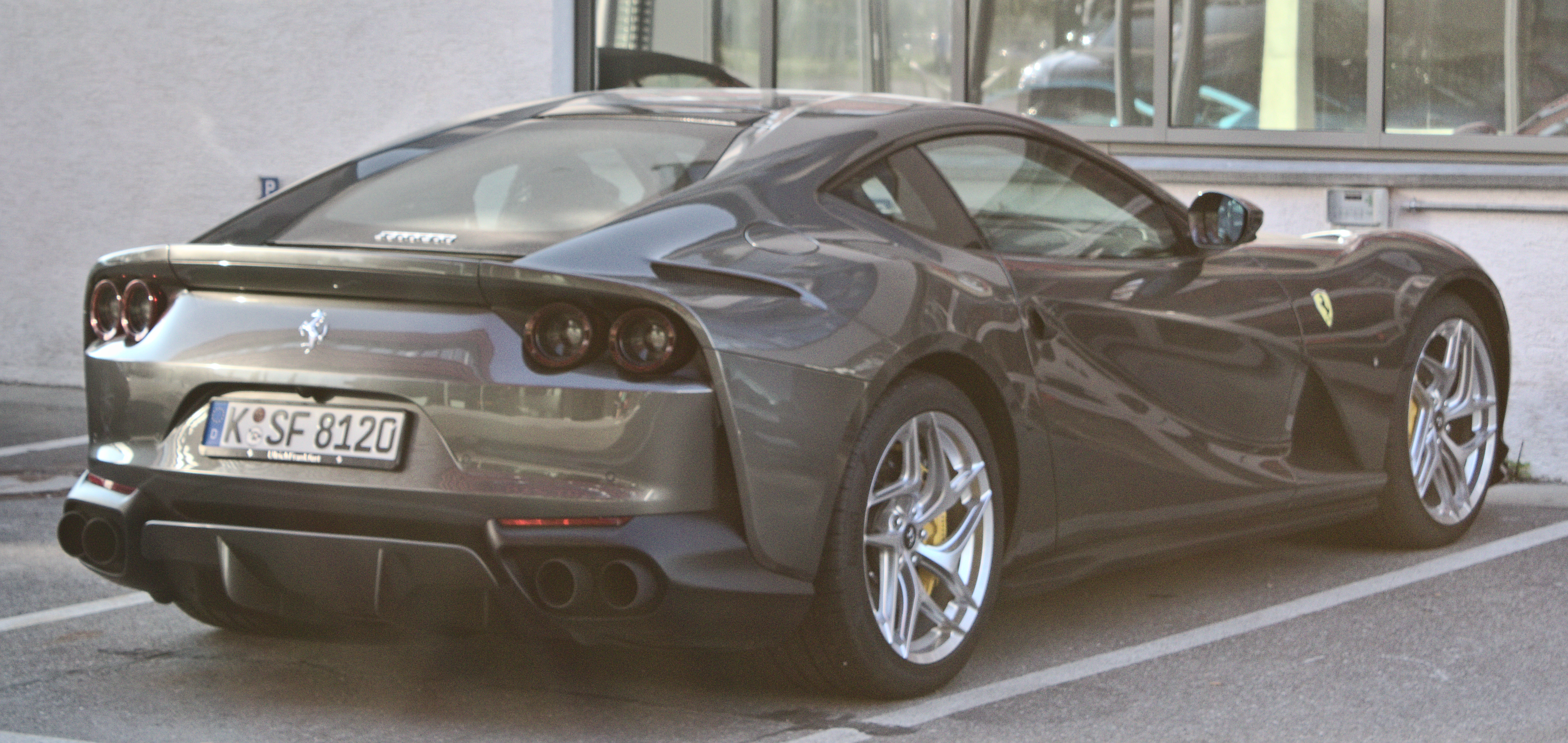
Ferrari 812 Superfast - tył

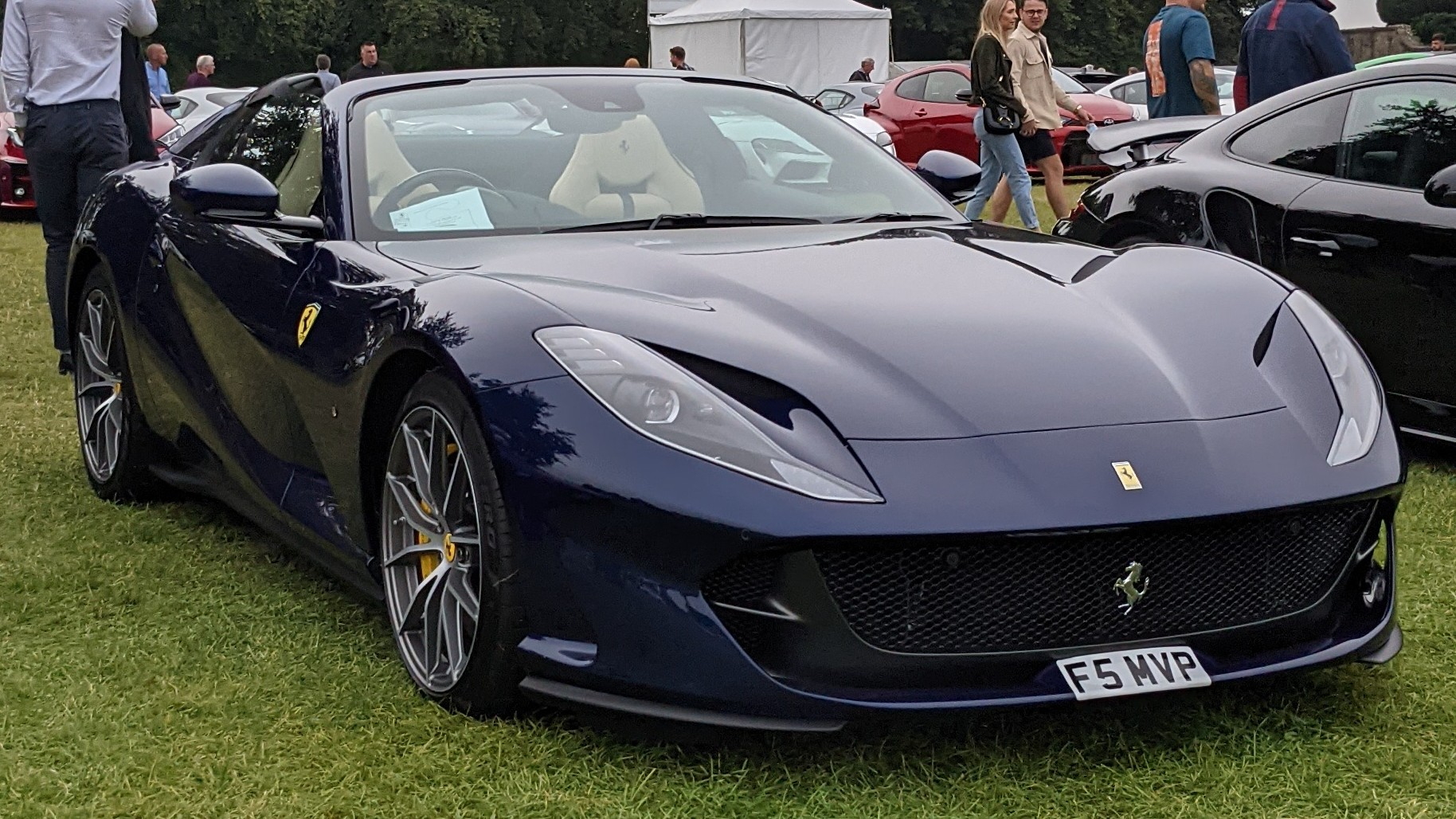
Ferrari 812 GTS

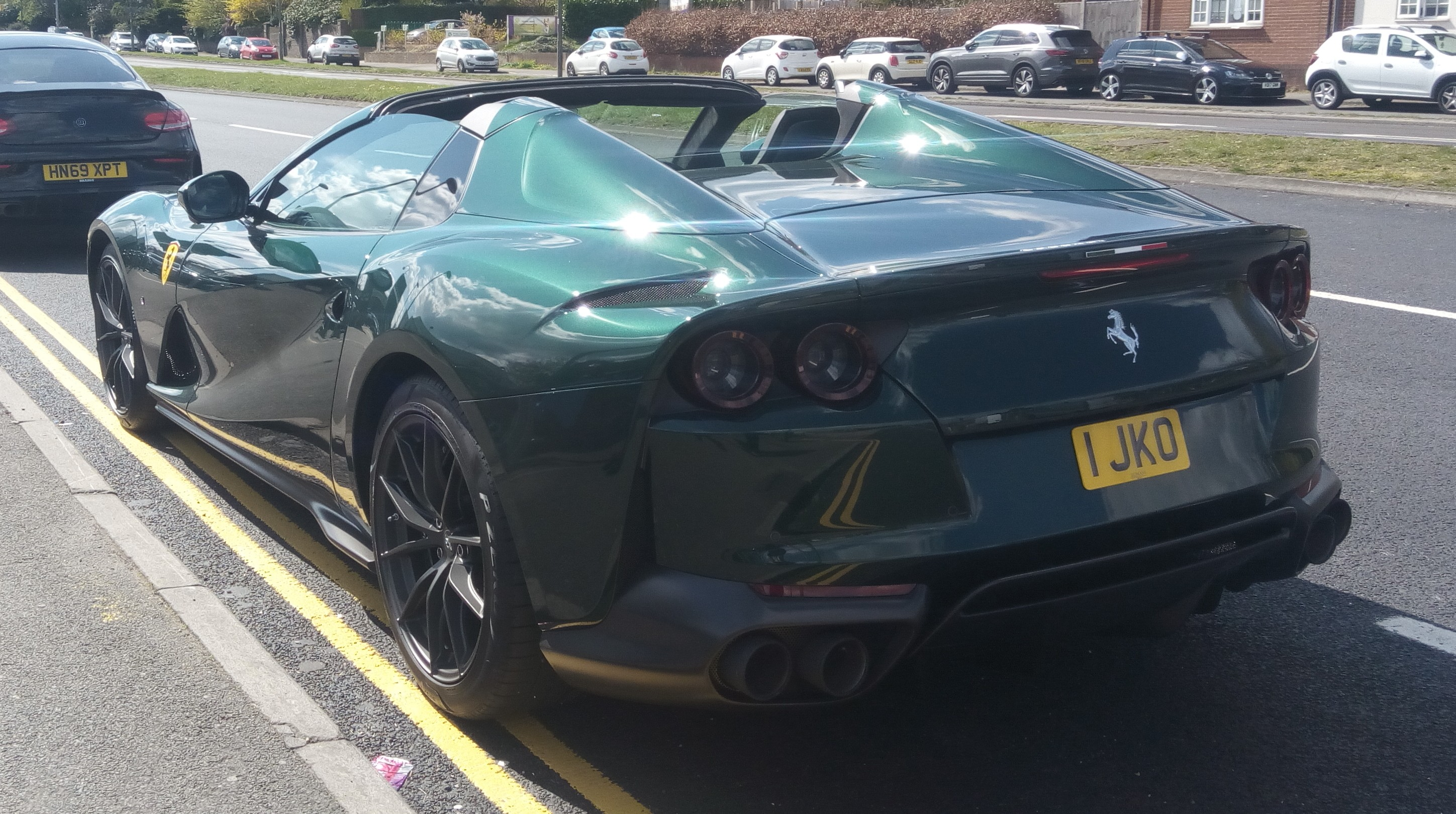
Ferrari 812 GTS - tył

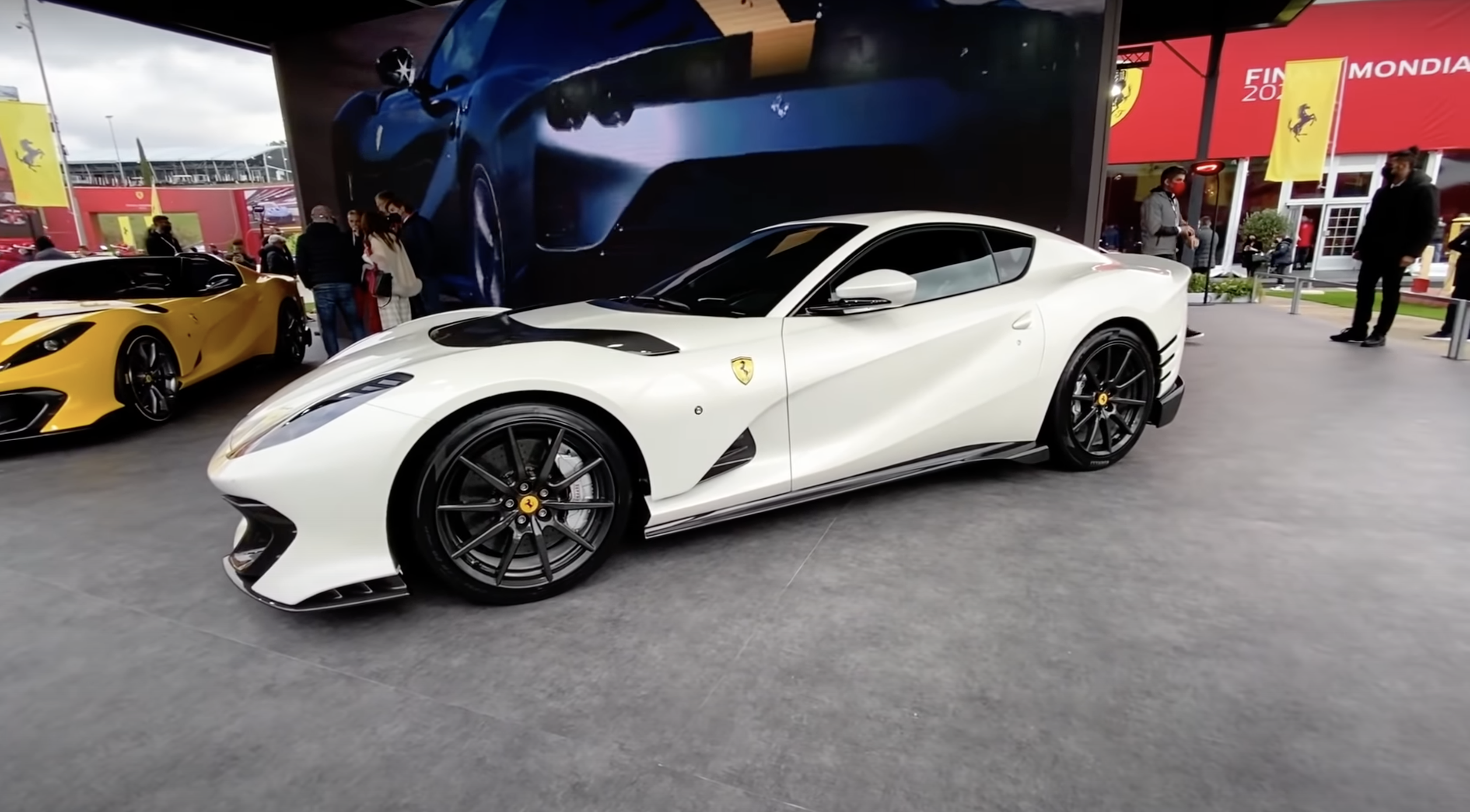
Ferrari 812 Competizione

Ferrari 812 Superfast zaprezentowane zostało po raz pierwszy w lutym 2017 roku, na miesiąc przed międzynarodowymi targami motoryzacyjnymi w Genewie. Samochód powstał od podstaw jako nowa konstrukcja zastępująca dotychczas produkowane grand touter F12berlinetta, przyjmując podobne do niego proporcje smukłego 2-drzwiowego coupe z krótkim, ściętym tyłem i podłużną maską. Producent zastosował także rozbudowany pakiet przetłoczeń i wlotów powietrza mających na celu zapewnienie lepszych właściwości aerodynamicznych oraz optymalnego chłodzenia silnika.
Samochód nawiązuje do designu stosowanego w poprzedniku, F12berlinetta. W stosunku do poprzednika, zastosowano reflektory wykonane w pełni w technologii LED, podobnie jak tylne lampy tym razem w postaci czterech okrągłych kloszy. Zastosowano także bardziej agresywne linie nadwozia oraz więcej przetłoczeń. Wnętrze utrzymano w minimalistycznej estetyce z nietypowym rozwiązaniem: dotykowym, wąskim ekranem dla pasażera pokazującym m.in. wskazania prędkościomierza.
Grand tourer Ferrari wyposażony został w rozbudowane systemy mające zapewnić jak najlepsze prowadzenie, zwrotność oraz zachowanie w zakrętach. W tym celu 812 Superfast wyposażono w skrętną tylną oś, a także w pełni elektryczne wspomaganie układu kierowniczego.
812 Superfast wyposażony został w wolnossący silnik V12 o pojemności 6,5 litra, będąc wówczas najmocniejszą jednostką napędową zastosowaną w produkcyjnym samochodzie Ferrari. Jednostka generuje moc 800 KM przy 8500 obrotów na minutę oraz 718 NM przy 7000 obrotów na minutę. Stosunek masy do mocy wynosi 2 kg/KM.. Moc przenoszona jest na tylną oś poprzez 7-biegową skrzynię dwusprzęgłową. Silnik jest umieszczony z przodu, wzdłużnie. 812 Superfast przyspiesza do 100 km/h w ciągu 2,9 s, a do 200 km/h w ciągu 7,9 s. Prędkość maksymalna to 340 km/h. Rozkład masy w samochodzie to 47% na przód i 53% na tył.

### 812 GTS
We wrześniu 2021 roku zaprezentowana została druga, po 2-drzwiowym coupe, odmiana nadwoziowa 812 Superfast pod nazwą 812 GTS, która przy takich samych parametrach technicznych określona została najszybszym samochodem ze zdejmowanym dachem na rynku. Samochód przyjął postać 2-miejscowego roadstera z obszernie zabudowanymi przetłoczeniami za zagłówkami. Dach może być zdejmowany w czasie jazdy, o ile prędkość nie przekracza 45 km/h. Niezależnie od tego, Ferrari 812 GTS wyposażono także w odsuwaną tylną szybę pozwalającą zwiększyć np. wrażenia akustyczne podczas jazdy.

### 812 Competizione
W maju 2021 Ferrari przedstawiło kolejną specjalną wersję sportowo-luksusowego coupe w dwóch wariantach nadwoziowych determinujących nazwę: 812 Competizione w przypadku coupé oraz 812 Competizione A w przypadku roadstera. Pod kątem stylistycznym zyskały one bardziej obszernie przeprojektowane nadwozie, z większą atrapą chłodnicy, przemodelowanymi wlotami powietrza i inną stylizacją tylnej części nadwozia. Wersja z twardym dachem została pozbawiona tylnej szyby na rzecz poziomych żeber.
Samochody wyposażono w wolnossące V12 o pojemności 6,5 litra, który generuje moc 830 KM i moment obrotowy 692 Nm – o 30 KM więcej i 26 Nm mniej niż w klasycznym Superfast. Producent zaplanował zbudowanie limitowanej serii 999 sztuk Ferrari 812 Competizione oraz 599 egzemplarzy 812 Competizione A. Cena pierwszej określona została na ok. 500 tysięcy euro, natomiast roadster - ok. 580 tysięcy euro.

### Silnik
- V12 6.5l 800 KM